# E3 2013
La Electronic Entertainment Expo 2013, comunament coneguda com a E3 2013, va ser de 19ª celebració de la Electronic Entertainment Expo. Aquest esdeveniment va tenir lloc a Los Angeles Convention Center a Los Angeles, Califòrnia. Aquest va començar l'11 de juny de 2013 i va finalitzar el 13 de juny de 2013, amb 48.200 assistents totals.
Els principals punts destacats van incloure detalls de dues grans consoles de nova generació, la Microsoft Xbox One i la Sony PlayStation 4, així com els jocs de Nintendo Super Mario 3D World, Mario Kart 8, i Super Smash Bros per a Nintendo 3DS i Wii U.

## Rodes de premsa
Konami, Microsoft, Electronic Arts, Ubisoft, i Sony tots van acollir conferències de premsa durant la conferència. Malgrat això, Nintendo va prendre un enfocament diferent sense celebrar una conferència de premsa tradicional. En canvi, Nintendo va celebrar "alguns esdeveniments més petits que se centren específicament en la nostra línia de programació", i va emetre un episodi especial de Nintendo Direct per centrar-se en els propers llançaments dels Estats Units i en els nous jocs presentats.

### Konami
Konami va celebrar el seu 3r espectacle anual pre-E3 el 6 de juny de 2013. La presentació va mostrar el 40 aniversari de la companyia i la seva iniciativa Dance Dance Revolution: Classroom Edition, abans de proporcionar actualitzacions sobre els pròxims llançaments de jocs. Això inclou els jocs Castlevania: Lords of Shadow 2, Pro Evolution Soccer 2014 i Metal Gear Solid V: The Phantom Pain.

### Microsoft
La conferència de premsa de Microsoft es va dur a terme el 10 de juny de 2013 a les 4:30 p.m. (GMT). La companyia va anunciar una data de llançament del novembre de 2013 per a la seva pròxima consola de videojocs Xbox One, a un preu de $499. També es va revelar la programació dels videojocs, incloent-hi Dead Rising 3, Ryse: Son of Rome i el següent lliurament de Halo, més tard es va revelar que era Halo 5: Guardians.
La polèmica va sorgir durant l'aparador de Microsoft Killer Instinct quan una referència aparent a violació es va fer entre els manifestants en escena. Microsoft es va disculpar posteriorment amb l'incident i va declarar que les declaracions no eren al guió.

### Electronic Arts
La conferència de premsa Electronic Arts va tenir lloc el 10 de juny de 2013 a les 1:00 p.m. (PDT). Entre els nous títols mostrats es trobava el joc de curses Need for Speed Rivals, el simulador de parkour Mirror's Edge Catalyst i els tiradors en primera persona Battlefield 4 i Titanfall. EA Sports va anunciar una sèrie de llançaments nous, com ara Madden NFL 25, NBA Live 14, FIFA 14, NHL 14 i EA Sports UFC.

### Ubisoft
La conferència de premsa d'Ubisoft va tenir lloc el 10 de juny de 2013 a les 3:00 p.m. (PDT). Pròxims jocs d'acció i aventura inclosos com Watch Dogs i les seqüeles Assassin's Creed IV: Black Flag i Tom Clancy's Splinter Cell: Blacklist. Dues noves franquícies – The Crew i The Division – també es van anunciar.

### Sony
La conferència de premsa de Sony va tenir lloc el 10 de juny de 2013 a les 6:00 p.m. (PDT). La PlayStation 4 es va mostrar públicament per primera vegada, al detall a $399. S'ha inclòs la programació dels videojocs Infamous Second Son, The Order: 1886 i Killzone Shadow Fall. També es van introduir jocs nous per a la PlayStation 3, tal com Gran Turismo 6, Beyond: Two Souls i The Last of Us.

### Nintendo
L'edició de l'E3 de Nintendo Direct va ser emès l'11 de juny de 2013 a les 7:00 a.m. (PDT). Nintendo va mostrar per primera vegada un nou tràilers dels títols per a Nintendo 3DS Pokémon X i Y, incloent l'anunci d'un nou tipus Pokémon, Tipus Fada. Després d'això, Nintendo es va centrar principalment en mostrar els pròxims títols per a la Wii U. Nintendo va mostrar alguns dels títols de tercers i digitals que arribaven a la Wii U, i més sobre els jocs anunciats anteriorment com Xenoblade Chronicles X, The Wonderful 101, The Legend of Zelda: The Wind Waker HD, i el primer joc del videojoc de Bayonetta 2. Entre els nous jocs anunciats per a Wii U van ser els nous lliuraments de Super Smash Bros., Super Smash Bros. per a Nintendo 3DS i Super Smash Bros. per a Wii U, Super Mario 3D World, i Mario Kart 8.

## Llista d'expositors notables
Aquesta és una llista dels principals expositors de videojocs que van fer aparicions a l'E3 2013.
| - 505 Games - Activision Blizzard - Atlus - Bethesda - Capcom | - CD Projekt RED - Deep Silver - Disney - Electronic Arts - Konami | - Microsoft - Namco Bandai - Nintendo - Sega - Sony | - Square Enix - Koei Tecmo - Ubisoft - Warner Bros. - Xseed Games |

## Llista de videojocs
Aquesta és una llista de títols notables que van aparèixer a l'E3 2013.
| 505 Games - Brothers: A Tale of Two Sons (PC / PS3 / Xbox 360) Activision Blizzard - Call of Duty: Ghosts (PC / PS3 / PS4 / Wii U / Xbox 360 / Xbox One) - Deadpool (PC / PS3 / Xbox 360) - Destiny (PS3 / PS4 / Xbox 360 / Xbox One) - Skylanders: Swap Force (3DS / PS3 / PS4 / Wii / Wii U / Xbox 360 / Xbox One) Atlus - Daylight (PC / PS4) - Dragon's Crown (PS3 / PS Vita) - Etrian Odyssey Untold: The Millennium Girl (3DS) - Shin Megami Tensei IV (3DS) - R.I.P.D. The Game (PC / PS3 / Xbox 360) Bethesda - The Elder Scrolls Online (PC / PS4 / Xbox One) - The Evil Within (PC / PS3 / PS4 / Xbox 360 / Xbox One) - Wolfenstein: The New Order (PC / PS3 / PS4 / Xbox 360 / Xbox One) Capcom - Dead Rising 3 (Xbox One) - DuckTales: Remastered (PC / PS3 / Wii U / Xbox 360) - Lost Planet 3 (PC / PS3 / Xbox 360) - Phoenix Wright: Ace Attorney − Dual Destinies (3DS) Deep Silver - Saints Row IV (PC / PS3 / Xbox 360) Disney - Disney Infinity (3DS / PC / PS3 / Wii / Wii U / Xbox 360) - Fantasia: Music Evolved (Xbox 360 / Xbox One) Electronic Arts - Battlefield 4 (PC / PS3 / PS4 / Xbox 360 / Xbox One) - Command & Conquer (PC) - Dragon Age: Inquisition (PC / PS3 / PS4 / Xbox 360 / Xbox One) - EA Sports UFC (PS4 / Xbox One) - FIFA 14 (3DS / PC / PS2 / PS3 / PS4 / PSP / PS Vita / Wii / Xbox 360 / Xbox One) - Madden NFL 25 (PS3 / PS4 / Xbox 360 / Xbox One) - Mirror's Edge Catalyst (PC / PS4 / Xbox One) - NBA Live 14 (PS4 / Xbox One) - Need for Speed Rivals (PC / PS3 / PS4 / Xbox 360 / Xbox One) - NHL 14 (PS3 / Xbox 360) - Plants vs. Zombies: Garden Warfare (PC / Xbox 360 / Xbox One) - Star Wars Battlefront (PC / PS4 / Xbox One) - Titanfall (PC / Xbox 360 / Xbox One) | Konami - Castlevania: Lords of Shadow 2 (PC / PS3 / Xbox 360) - Pro Evolution Soccer 2014 (PC / PS3 / Xbox 360) - Metal Gear Solid V: The Phantom Pain (PS3 / PS4 / Xbox 360 / Xbox One) Microsoft - Below (Xbox One) - Crimson Dragon (Xbox One) - D4 (Xbox One) - Forza Motorsport 5 (Xbox One) - Halo (Xbox One) - Halo: Spartan Assault (Windows 8 PC / Windows Phone 8) - Killer Instinct (Xbox One) - LocoCycle (Xbox 360 / Xbox One) - Minecraft: Xbox One Edition (Xbox One) - Project Spark (PC / Xbox One) - Quantum Break (Xbox One) - Ryse: Son of Rome (Xbox One) - Sunset Overdrive (Xbox One) Bandai Namco Entertainment - Dark Souls II (PC / PS3 / Xbox 360) - Project X Zone (3DS) - Tales of Xillia (PS3) - Tekken Revolution (PS3) - Time and Eternity (PS3) Nintendo - Bayonetta 2 (Wii U) - Donkey Kong Country: Tropical Freeze (Wii U) - Devil's Third (Wii U) - Game & Wario (Wii U) - The Legend of Zelda: A Link Between Worlds (3DS) - The Legend of Zelda: The Wind Waker HD (Wii U) - Mario & Luigi: Dream Team Bros. (3DS) - Mario Kart 8 (Wii U) - New Super Luigi U (Wii U) - Pikmin 3 (Wii U) - Pokémon X i Y (3DS) - Super Mario 3D World (Wii U) - Super Smash Bros. for Nintendo 3DS and Wii U (3DS / Wii U) - Wii Fit U (Wii U) - Wii Party U (Wii U) - The Wonderful 101 (Wii U) - X (Wii U) - Yoshi's New Island (3DS) Sega - Castle of Illusion Starring Mickey Mouse HD (PC / PS3 / Xbox 360) - Company of Heroes 2 (PC) - Mario & Sonic at the Sochi 2014 Olympic Winter Games (Wii U) - Sonic Lost World (3DS / Wii U) - Total War: Rome II (PC) | Sony - Beyond: Two Souls (PS3) - Driveclub (PS4) - Gran Turismo 6 (PS3) - Infamous Second Son (PS4) - Killzone: Mercenary (PS Vita) - Killzone Shadow Fall (PS4) - Knack (PS4) - The Last of Us (PS3) - The Order: 1886 (PS4) - Puppeteer (PS3) - Tearaway (PS Vita) Square Enix - Deus Ex: The Fall (Android / iOS) - Final Fantasy XV (PS4 / Xbox One) - Kingdom Hearts III (PS4 / Xbox One) - Lightning Returns: Final Fantasy XIII (PS3 / Xbox 360) - Murdered: Soul Suspect (PC / PS3 / Xbox 360) - Thief (PC / PS3 / PS4 / Xbox 360 / Xbox One) Koei Tecmo - Dynasty Warriors 8 (PS3 / Xbox 360) - Yaiba: Ninja Gaiden Z (iOS / PS3 / Xbox 360) Ubisoft - Assassin's Creed IV: Black Flag (PC / PS3 / PS4 / Wii U / Xbox 360 / Xbox One) - The Crew (PC / PS4 / Xbox One) - Just Dance 2014 (PS3 / PS4 / Wii / Wii U / Kinect with Xbox 360 / Xbox One) - Rayman Legends (PS3 / PS Vita / Wii U / Xbox 360) - South Park: The Stick of Truth (PC / PS3 / Xbox 360) - Tom Clancy's The Division (PS4 / Xbox One) - Tom Clancy's Splinter Cell: Blacklist (PC / PS3 / Wii U / Xbox 360) - Trials Fusion (PC / PS4 / Xbox 360 / Xbox One) - Trials (sèrie) (Mobile) - Watch Dogs (PC / PS3 / PS4 / Wii U / Xbox 360 / Xbox One) Warner Brothers - Batman: Arkham Origins (PC / PS3 / Wii U / Xbox 360) - Dying Light (PC / PS3 / PS4 / Xbox 360 / Xbox One) - Lego Marvel Super Heroes (3DS / DS / PC / PS3 / PS Vita / Wii U / Xbox 360) - Mad Max (PC / PS3 / PS4 / Xbox 360 / Xbox One) - Scribblenauts Unmasked: A DC Comics Adventure (3DS / PC / Wii U) - Transistor (PC / PS4) - The Witcher 3: Wild Hunt (PC / PS4 / Xbox One) Xseed Games - Killer Is Dead (PS3 / Xbox 360) - Rune Factory 4 (3DS) - Valhalla Knights 3 (PS Vita) - Ys: Memories of Celceta (PS Vita) |